# 北野賢治
北野 賢治（きたの けんじ）は日本の財務官僚。国際局調査課国際調査室長。

## 来歴
東京大学経済学部卒業。2008年 「経済成長していくにはどのような舵取りが必要なのか。大きな視野でグランドデザインを描きたい」との理由で財務省入省（大臣官房秘書課）。2009年5月 大臣官房秘書課調査係長心得。採用活動などを担当した。
理財局国有財産企画課係長の時には初めての政策立案の経験として国の財産を司る国有財産行政を取りまとめていた。2011年7月 主計局調査課調査第一係長心得。中長期の経済財政運営などを担当する係で、少子高齢化が進行し、経済成長が低迷する中で、大きな課題に取り組む日々が続いていたという。そのため消費税率の10%への道筋をつくり、法案成立に繋げるように取り組んでいた。また、経済・財政が置かれた状況の難しさを改めて考えさせられる機会だったと述べている。2013年6月から北京大学、コロンビア大学へ留学。マクロ経済や国際金融などを学んでいた。
2015年7月 国際局国際機構課長補佐。国際通貨基金（IMF）やG7、G20を担当した。
2020年7月 主計局主計官補佐（国土交通第五係主査）。国土交通省の住宅や都市など、生活関連インフラが中央の分野を担当。2021年7月 主計局主計官補佐（文部科学第四係主査）。文部科学省の科学技術・スポーツ分野を担当。2022年7月 主計局主計官補佐（外務、経済協力第一係主査）兼主計局司計課。
2023年7月7日 国際局調査課長補佐兼国際局調査課国際調査室長。2024年7月12日 国際局国際機構課長補佐。

## 略歴
- 2008年4月：財務省入省（大臣官房秘書課）[1][3]。
- 2009年5月：大臣官房秘書課調査係長心得[4]。
- 2010年：理財局国有財産企画課係長[3]。
- 2011年7月：主計局調査課調査第一係長心得[5]。
- 2013年6月：北京大学へ留学。
- 2014年6月：コロンビア大学へ留学。
- 2015年7月：国際局国際機構課長補佐。
- 2017年：国際通貨基金（IMF）財務部エコノミスト。
- 2020年7月：主計局主計官補佐（国土交通第五係主査）（生活関連インフラなどの分野を担当）。
- 2021年7月：主計局主計官補佐（文部科学第四係主査）（科学技術・スポーツ分野を担当）。
- 2022年7月：主計局主計官補佐（外務、経済協力第一係主査） 兼 主計局司計課。
- 2023年7月7日：国際局調査課長補佐 兼 国際局調査課国際調査室長。
- 2024年7月12日：国際局国際機構課長補佐。